# Manuel María Coll y Altabás
Manuel María Coll y Altabás (Binéfar, Huesca, 1860-Barcelona, 1916) fue un cónsul y diplomático español cuya trayectoria estuvo determinada por el Desastre del 98 y sus consecuencias. 
Cuando Estados Unidos declaró la guerra a España, él se encontraba ocupando el puesto de vicecónsul en el consulado de Filadelfia, desde el que se coordinaban las acciones del resto de los consulados encaminadas a frenar los envíos de armas y víveres a los separatistas cubanos, en guerra contra España desde 1895.
La guerra la vivió en Canadá, donde formó parte del escaso número de hombres que constituyeron la parte legal y visible de una amplia red de espionaje que se extendía hasta el Caribe y que intentó ayudar con variadas iniciativas a su país en el curso de la guerra. 
Tras la pérdida de Cuba, se convirtió en uno de los primeros representantes consulares españoles en la isla y más tarde en Ecuador, fue un activo agente del hispanoamericanismo, convirtiéndose en el primer diplomático español con residencia en ese país.
Completan su trayectoria consular una larga estancia en Argentina y un breve paso por La Guaira. En Binéfar, fue el artífice del mitin que resultó definitivo para que el Estado se hiciera cargo de las obras del canal de Aragón y Cataluña.